# Sexualidad humana

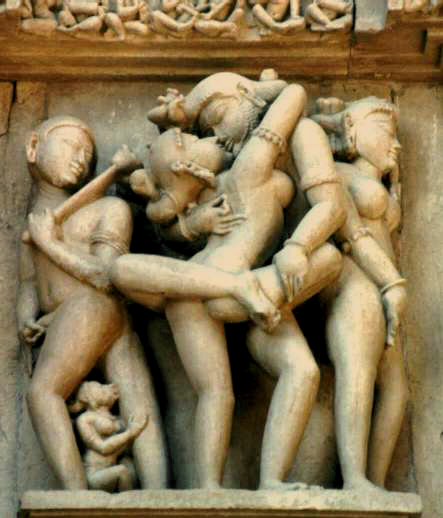
Figuras eróticas en Khajuraho, India.

La sexualidad humana es la capacidad de sentir experiencias eróticas y de expresarse sexualmente. Esto involucra sentimientos y comportamientos biológicos, eróticos, físicos, emocionales, sociales o espirituales. Los seres humanos realizan actividades sexuales con diversos fines, ya sean reproductivos, para el mantenimiento de vínculos sociales, o para el goce y el placer tanto propios como del otro. Los aspectos biológicos y físicos de la sexualidad corresponden en gran medida a las funciones reproductivas humanas, incluyendo el ciclo de la respuesta sexual humana.
La OMS, OPS y WAS (2000) definen la sexualidad como 

...una dimensión fundamental del hecho de ser un ser humano: Basada en el sexo, incluye al género, las identidades de sexo y género, la orientación sexual, el erotismo, la vinculación afectiva y el amor, y la reproducción. Se experimenta o se expresa en forma de pensamientos, fantasías, deseos, creencias, actitudes, valores, actividades, prácticas, roles y relaciones. La sexualidad es el resultado de la interacción de factores biológicos, psicológicos, socio-económicos, culturales, éticos y religiosos o espirituales.

En relación con la sexualidad humana, aquellos elementos que definen la identidad sexual de un ser humano son el sexo biológico, la identidad de género, la expresión de género y la orientación sexual. Los aspectos físicos y emocionales de la sexualidad incluyen lazos entre individuos que son expresados a través de sentimientos profundos o manifestaciones físicas de amor, confianza, y cuidado. Los aspectos sociales tratan con los efectos de la sociedad humana en la sexualidad del individuo, mientras que la espiritualidad corresponde a la conexión espiritual de un individuo con otros. La sexualidad también afecta y es afectada por los aspectos de la vida culturales, políticos, legales, filosóficos, morales, éticos y religiosos.
Las perspectivas evolutivas sobre el acoplamiento humano, reproducción y estrategias reproductivas, y teoría del aprendizaje social proporcionan más puntos de vista sobre la sexualidad. Los aspectos socioculturales de la sexualidad incluyen acontecimientos históricos y creencias religiosas. Algunas culturas han sido descritas como represoras de la sexualidad. El estudio de la sexualidad también incluye la identidad humana dentro de los grupos sociales, así como la salud sexual y reproductiva.

## Términos y etimología
El término sexo deriva del latín sexus, por sectus, "sección", "separación"; del griego genos (del cual deriva también genitalidad), y aparece usado por primera vez en De inventione I, de Cicerón.

## El significado de la sexualidad
La sexualidad se trata de estar en contacto con tu placer y deseo, así como de la capacidad de relajarte y confiar en tu pareja. La sexualidad es diversa e individual. Una pregunta sobre sexualidad suena como: "¿Soy sexy?", "¿Es él/ella sexy?" 
La sexualidad es uno de los factores impulsores importantes en el conocimiento que una persona tiene de sí misma en la realidad circundante.
Tres aspectos de la sexualidad:
- aspectos biológicos - físicos relacionados con el desarrollo sexual y el sistema reproductivo. La sexualidad se establece durante el desarrollo embrionario. Cada persona tiene un conjunto genético de reacciones, actividades y necesidades sexuales, es decir, una constitución sexual.
- emocional: la capacidad de construir relaciones, comprender, experimentar, sentir pasión.

- social - factores culturales y sociales que afectan el desarrollo del sentido de la sexualidad - educación, religión, normas morales, educación sexual, tradiciones.[11][12]

La sexualidad es uno de los principales componentes formativos de la vida familiar. La sexualidad está relacionada con el concepto de libido, que fue descrito por Freud.

## Orientación e identidad sexual
Las definiciones de orientación sexual incluyen tradicionalmente a la atracción por personas del sexo opuesto (heterosexualidad), por el mismo sexo (homosexualidad), y por ambos sexos (bisexualidad), mientras que la asexualidad es considerada como la cuarta categoría de orientación sexual por algunos investigadores y ha sido definida como la ausencia de una orientación sexual convencional. Una persona asexual tiene poca o nula atracción hacia otros individuos. Esta puede ser considerada como la ausencia de orientación sexual, y hay un debate significativo sobre si es una orientación sexual o no.
Se desconoce cómo es que se desarrolla una orientación sexual específica. Se han realizado varias investigaciones para determinar la influencia de la genética, acción hormonal, dinámicas de desarrollo e influencias culturales y sociales. Los resultados de estas investigaciones sugieren que los factores biológicos y ambientales juegan un papel complejo en su formación. Existe una cantidad considerablemente mayor de evidencias que indican causas biológicas para el desarrollo de la orientación sexual que de evidencias de causas sociales, especialmente para los varones.
Androfilia y ginefilia (o ginecofilia) son términos usados para describir la orientación sexual sin atribuir un sexo o identidad de género a la persona que siente la atracción, y son una alternativa a la conceptualización binaria heterosexual y homosexual de género. La androfilia es la atracción sexual por los hombres o por la masculinidad, mientras que la ginefilia se refiere a la atracción sexual por las mujeres o la feminidad. La ambifilia es la combinación de androfilia y ginefilia en un individuo, o bisexualidad.
La identidad sexual alude a la percepción que un individuo tiene sobre sí mismo respecto a su propio cuerpo en función de la evaluación que realiza de sus características físicas o biológicas. En la definición de la identidad sexual están implicados multitud de factores, entre los que podemos destacar el psicológico, social y biológico y -dentro de este último- el gonadal, cromosómico, genital y hormonal.
En la mayoría de las ocasiones, los hombres nacen con genitales masculinos y los cromosomas XY, mientras que las mujeres poseen genitales femeninos y dos cromosomas X. Sin embargo existen personas que no pueden ser clasificadas por estos factores, ya que poseen combinaciones de cromosomas, hormonas y genitales que no siguen las definiciones típicas que se han relacionado con el hombre y la mujer. Saber la frecuencia en la población se complica cuando no existen límites claros y definidos acerca de la presencia o no de intersexualidad. Se estima que en los Estados Unidos 1 de cada 2000 niños nace con intersexualidad visible.
Algunas culturas poseen maneras diferentes de entender el sistema sexual. Nativos americanos Diné tradicionales del Suroeste de Estados Unidos reconocen un espectro de cuatro géneros: mujer femenina, mujer masculina, hombre femenino y hombre masculino. El término "tercer género" ha sido utilizado para describir a las hijra (/jishra/) de India y Pakistán, los fa'afafine de Samoa, los mahu de Hawái, los muxe zapotecas de México, las kathoey de Tailandia y las vírgenes juramentadas de los Balcanes, entre otros.

## Deseo sexual
Los teóricos e investigadores generalmente han empleado dos marcos diferentes para la comprensión del deseo sexual humano. El primero es un marco biológico donde el deseo sexual proviene de una motivación innata como "un instinto, pulsión, necesidad, impulso, sed, o gana". Este impulso sexual está fuertemente ligado a factores biológicos como el "estado cromosómico y hormonal, estado nutricional, edad, y salud general". El segundo es una teoría sociocultural donde el deseo se conceptualiza como un factor en un contexto mucho más amplio (es decir, relaciones anidadas dentro de las sociedades, anidadas dentro de las culturas). En el marco sociocultural, el deseo sexual indicaría un anhelo de actividad sexual por sí mismo, no para ningún otro propósito que no sea simplemente para el disfrute y la propia satisfacción o para liberar cierta tensión sexual. El deseo y la actividad sexual también podrían producirse para ayudar a lograr otros medios o para obtener otras recompensas que pueden no ser de origen sexual, como una mayor cercanía y apego entre las parejas.
El deseo sexual puede ser espontáneo o responsivo. También es dinámico, puede ser positivo o negativo, y puede variar en intensidad dependiendo del objeto/persona deseada. El espectro del deseo sexual es descrito por Stephen Barrett Levine como: aversión → desgana → indiferencia → interés → necesidad → pasión.
Los hombres, en promedio, tienen un deseo e impulso sexual significativamente más altos que las mujeres; esto también se correlaciona con el hallazgo de que los hombres informan, en promedio, un mayor número total de parejas sexuales a lo largo de su vida, aunque los matemáticos dicen que "es lógicamente imposible que los hombres heterosexuales tengan más parejas en promedio que las mujeres heterosexuales".

### Atracción
La atracción sexual es la atracción sobre la base del deseo sexual o la cualidad de despertar tal interés. La atracción puede ser al físico o a otras cualidades o rasgos de una persona, o a esas cualidades en el contexto donde aparecen. El atractivo sexual de una persona es en gran parte una medida subjetiva que depende del interés, la percepción de otra persona, y la orientación sexual. La apariencia física de una persona tiene un impacto crítico en su atractivo sexual, aunque también influyen otros factores como su voz y olor.
La atracción interpersonal incluye factores como la similitud física o psicológica, la familiaridad o la preponderancia de características comunes o familiares, similitud, complementariedad, gusto recíproco y refuerzo.

## Aspectos biológicos y fisiológicos
Al igual que otros mamíferos, los humanos se agrupan principalmente en el sexo masculino o femenino, con una pequeña proporción (alrededor del 1%) de individuos intersexuales, para quienes la clasificación sexual puede no ser tan clara.
Los aspectos biológicos de la sexualidad humana se relacionan con el sistema reproductivo, el ciclo de respuesta sexual y los factores que afectan estos aspectos. También incluyen la influencia de factores biológicos en otros aspectos de la sexualidad, como las respuestas orgánicas y neurológicas, herencia, cuestiones hormonales, cuestiones de género y disfunción sexual.

### Anatomía física y reproducción
Los hombres y las mujeres son anatómicamente similares; esto se extiende hasta cierto punto al desarrollo del sistema reproductivo. Durante y después de la pubertad las diferencias se intensifican con la aparición de los caracteres sexuales secundarios. Al alcanzar la madurez sexual, los hombres y las mujeres poseen diferentes mecanismos reproductivos que les permiten realizar actos sexuales y reproducirse. Individuos de ambos sexos reaccionan a los estímulos sexuales de manera similar con pequeñas diferencias.
La reproducción del ser humano es sexual heterogámica. En ella, los gametos se diferencian tanto morfológica como fisiológicamente. Uno de ellos -el espermatozoide- es diminuto y móvil, y se le llama también gameto masculino o microgameto, mientras que el otro -el óvulo- es grande,  y se denomina gameto femenino o macrogameto. Las mujeres tienen un ciclo reproductivo mensual, mientras que el ciclo de producción de esperma masculino es más continuo.

#### Cerebro
El hipotálamo es la parte más importante del cerebro para el funcionamiento sexual. Esta es un área pequeña en la base del cerebro que consiste en varios grupos de cuerpos de células nerviosas que reciben información del sistema límbico. Los estudios han demostrado que, dentro de los animales de laboratorio, la destrucción de ciertas áreas del hipotálamo provoca la eliminación del comportamiento sexual. El hipotálamo es importante debido a su relación con la glándula pituitaria, que se encuentra debajo de él. La glándula pituitaria segrega hormonas que se producen en el hipotálamo y en ella misma. Las cuatro hormonas sexuales importantes son la oxitocina, la prolactina, la hormona foliculoestimulante y la hormona luteinizante.
Oxitocina, a veces denominada "hormona del amor" se libera en ambos sexos durante las relaciones sexuales cuando se alcanza un orgasmo. La oxitocina se ha sugerido como crítica para los pensamientos y comportamientos necesarios para mantener relaciones cercanas. La hormona también se libera en las mujeres cuando dan a luz o están amamantando. Tanto la prolactina como la oxitocina estimulan la producción de leche en las mujeres. La hormona foliculoestimulante (FSH) es responsable de la ovulación en las mujeres, que actúa desencadenando la maduración del óvulo; en los hombres estimula la producción de esperma. La hormona luteinizante (LH) desencadena la ovulación, que es la liberación de un óvulo maduro.

#### Anatomía masculina y sistema reproductivo.
Los hombres también tienen genitales internos y externos que son responsables de la procreación y las relaciones sexuales. La producción de espermatozoides (esperma) también es cíclica, pero a diferencia del ciclo de ovulación femenina, el ciclo de producción de esperma produce constantemente millones de espermatozoides diariamente.

##### Anatomía masculina externa

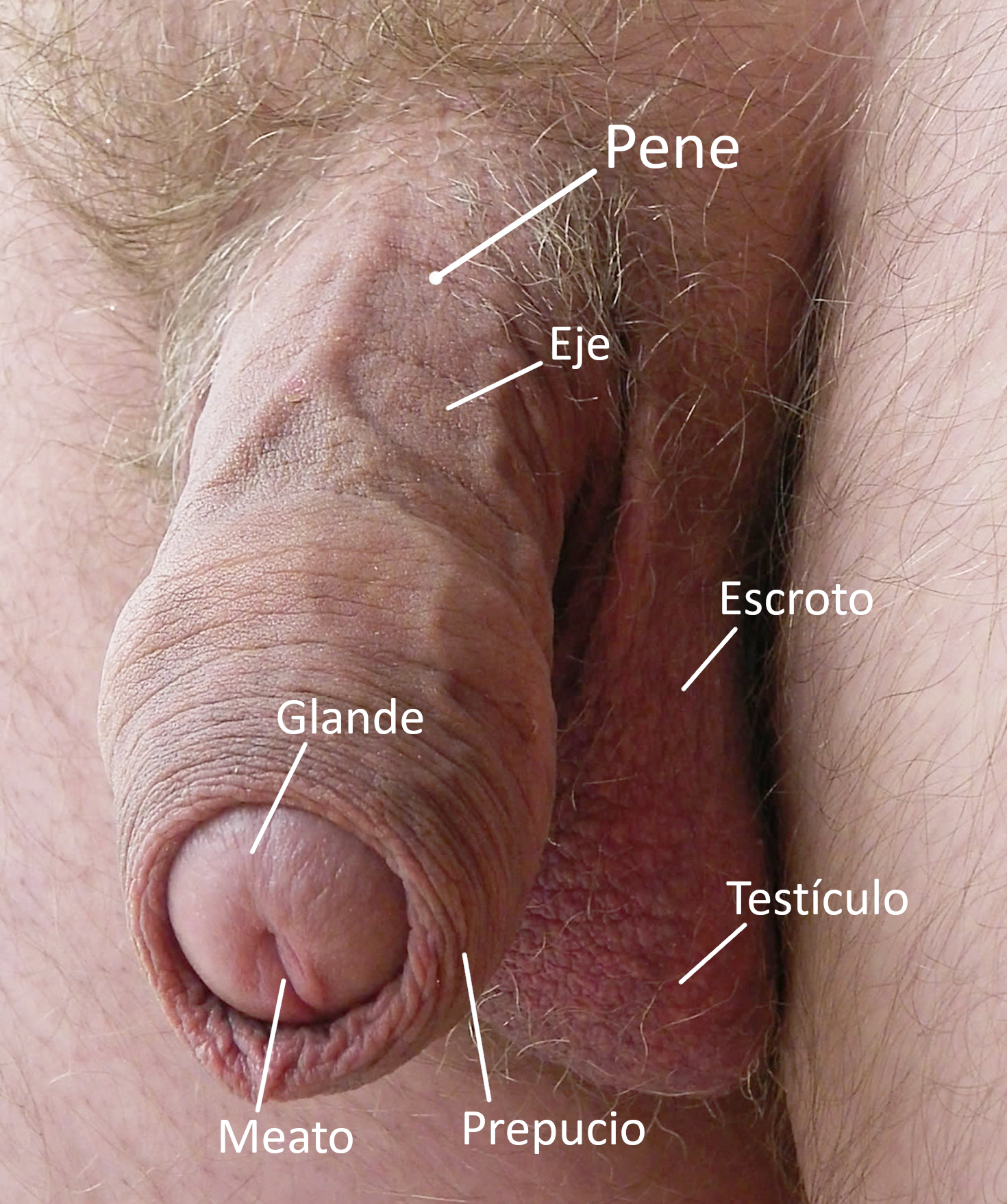
Genitales masculinos externos (depilados).

Los genitales masculinos son el pene y el escroto. El pene proporciona un pasaje para el semen y la orina. Un pene flácido de tamaño promedio es de aproximadamente 9.5 cm de longitud y 3 cm de diámetro. Cuando está erecto, el tamaño promedio del pene es de 11 cm a 15 cm de longitud y 3.8 cm de diámetro. Las estructuras internas del pene consisten en el eje, el glande y la raíz.
El eje del pene consta de tres cuerpos cilíndricos de tejido esponjoso llenos de vasos sanguíneos a lo largo de su longitud. Dos de estos cuerpos se encuentran uno al lado del otro en la parte superior del pene, y se llaman cuerpos cavernosos. El tercero, llamado cuerpo esponjoso, es un tubo que se encuentra centralmente debajo de los demás y se expande al final para formar la punta del pene (glande).
El borde elevado en el glande se llama corona. La uretra atraviesa el eje y proporciona una salida para el esperma y la orina. La raíz consiste en los extremos expandidos de los cuerpos cavernosos, que se despliegan para formar la crura y se adhieren al hueso púbico y al extremo expandido del cuerpo esponjoso (bulbo). La raíz está rodeada por dos músculos; el músculo bulbocavernoso y el músculo isquiocavernoso, que ayudan a orinar y a eyacular. El pene tiene un prepucio que generalmente cubre el glande; este a veces se elimina mediante circuncisión por razones médicas, religiosas o culturales. En el escroto, los testículos se mantienen alejados del cuerpo, una posible razón de esto es que los espermatozoides pueden producirse en un ambiente con una temperatura ligeramente más baja que la temperatura corporal normal.

##### Anatomía masculina interna
Las estructuras reproductivas internas masculinas son los testículos, el sistema de conductos, la próstata y las vesículas seminales, y las glándulas de Cowper.
Los testículos (gónadas masculinas) son donde se producen los espermatozoides y las hormonas masculinas. Millones de espermatozoides se producen diariamente en varios cientos de túbulos seminíferos. Las células llamadas células de Leydig se encuentran entre los túbulos; estos producen hormonas llamadas andrógenos; estas consisten en testosterona e inhibina. Los testículos son sostenidos por el cordón espermático, que es una estructura tubular que contiene vasos sanguíneos, nervios, conductos deferentes y un músculo que ayuda a subir y bajar los testículos en respuesta a los cambios de temperatura y la excitación sexual, en la cual se los testículos se acercan más al cuerpo.
El esperma se transporta a través de un sistema de conductos de cuatro partes. La primera parte de este sistema es el epidídimo. Los testículos convergen para formar los túbulos seminíferos, tubos enrollados en la parte superior y posterior de cada testículo. La segunda parte del sistema de conductos es el conducto deferente, un tubo muscular que comienza en el extremo inferior del epidídimo.  El conducto deferente pasa hacia arriba a lo largo del costado de los testículos para formar parte del cordón espermático. El extremo expandido es la ampolla, que almacena esperma antes de la eyaculación. La tercera parte del sistema de conductos son los conductos eyaculatorios, que son tubos pareados largos de 1 pulgada (2,5 cm) que pasan a través de la glándula prostática, donde se produce el semen.  La glándula prostática es un órgano sólido con forma de castaño que rodea la primera parte de la uretra, que transporta orina y semen. Similar al punto G femenino, la próstata proporciona estimulación sexual y puede conducir al orgasmo a través del sexo anal.
La glándula prostática y las vesículas seminales producen líquido seminal que se mezcla con esperma para crear semen. La glándula prostática se encuentra debajo de la vejiga y delante del recto. Consiste en dos zonas principales: la zona interna que produce secreciones para mantener húmedo el revestimiento de la uretra masculina y la zona externa que produce fluidos seminales para facilitar el paso del semen. Las vesículas seminales secretan fructosa para la activación y movilización de los espermatozoides, las prostaglandinas para causar contracciones uterinas que ayudan al movimiento a través del útero y las bases que ayudan a neutralizar la acidez de la vagina. Las glándulas de Cowper, o glándulas bulbouretrales, son dos estructuras del tamaño de un guisante debajo de la próstata, cuya función es segregar líquido preseminal alcalino que lubrica y neutraliza la acidez de la uretra durante la excitación y antes del paso del semen en la eyaculación.

#### Anatomía femenina y sistema reproductivo.

##### Anatomía femenina externa

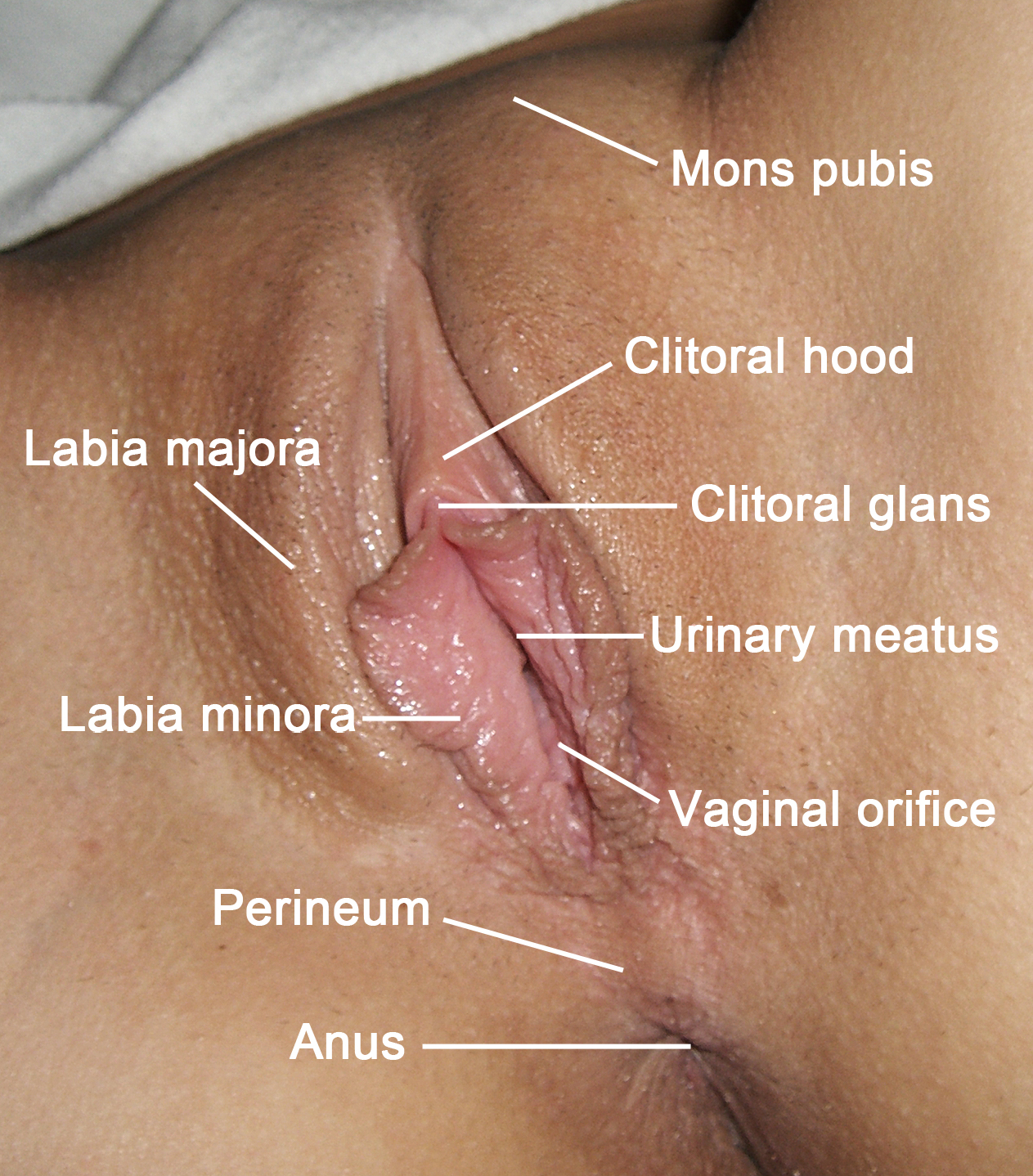
Genitales femeninos externos (depilados).

El mons veneris, también conocido como el monte de Venus, es una capa blanda de tejido graso que recubre el hueso púbico. Después de la pubertad, esta área crece en tamaño. Tiene muchas terminaciones nerviosas y es sensible a la estimulación.
Los labios menores y los labios mayores se conocen colectivamente como los labios. Los labios mayores son dos pliegues alargados de piel que se extienden desde el mons hasta el perineo. Su superficie externa se cubre de vello después de la pubertad. Entre los labios mayores están los labios menores, dos pliegues de piel sin vello que se unen por encima del clítoris para formar la capucha del clítoris, que es muy sensible al tacto. Los labios menores se hinchan de sangre durante la estimulación sexual, lo que hace que se hinchen y se pongan rojos.
Los labios menores están compuestos de tejidos conectivos que se suministran abundantemente con vasos sanguíneos que causan la apariencia rosada. Cerca del ano, los labios menores se fusionan con los labios mayores. En un estado sexualmente no estimulado, los labios menores protegen la abertura vaginal y uretral cubriéndolos. En la base de los labios menores están las glándulas de Bartholin, que emiten secreciones que lubrican la vagina.
El clítoris se desarrolla a partir del mismo tejido embrionario que el pene; este o su glande solo consta de tantas (o más en algunos casos) terminaciones nerviosas como el pene humano o el glande, lo que lo hace extremadamente sensible al tacto. El glande del clítoris, que es una estructura eréctil pequeña y alargada, solo tiene una función conocida: las sensaciones sexuales. Es la principal fuente de orgasmo en las mujeres.
La abertura vaginal y la abertura uretral solo son visibles cuando los labios menores están separados. Estas aberturas tienen muchas terminaciones nerviosas que las hacen sensibles al tacto. Están rodeados por un anillo de músculos del esfínter llamado músculo bulbocavernoso. Dentro de la abertura vaginal se encuentra el himen. La ruptura del himen se ha considerado históricamente como la pérdida de la virginidad, aunque según los estándares modernos, la pérdida de la virginidad se considera la primera relación sexual. El himen puede romperse por otras actividades que no sean las relaciones sexuales. La abertura uretral se conecta a la vejiga con la uretra; expulsa la orina de la vejiga. Esta se encuentra debajo del clítoris y encima de la abertura vaginal.
Los senos son los tejidos subcutáneos en el tórax frontal del cuerpo femenino. Aunque técnicamente no son parte de la anatomía sexual de una mujer, tienen roles tanto en el placer sexual como en la lactancia materna. Los senos son glándulas exocrinas formadas por tejidos fibrosos y grasas que brindan soporte y contienen nervios, vasos sanguíneos y vasos linfáticos.  Los senos se desarrollan durante la pubertad en respuesta a un aumento de estrógenos. Cada seno adulto consta de 15 a 20 glándulas mamarias, lóbulos de forma irregular que incluyen glándulas alveolares y un conducto lactífero que conduce al pezón. Los lóbulos están separados por densos tejidos conectivos que sostienen las glándulas y los unen a los tejidos en los músculos pectorales subyacentes.  Otro tejido conectivo, que forma hebras densas llamadas ligamentos suspensorios, se extiende hacia adentro desde la piel del seno hasta el tejido pectoral para soportar el peso del seno.
En las mujeres, la estimulación del pezón parece dar lugar a la activación de la corteza sensorial genital del cerebro (la misma región del cerebro activada por la estimulación del clítoris, la vagina y el cuello uterino). Esta puede ser la razón por la cual un porcentaje mayor de mujeres que de hombres encuentran excitante la estimulación de sus pezones y por qué algunas mujeres pueden llegar al orgasmo mediante esta práctica.

##### Anatomía femenina interna
Los órganos reproductores internos femeninos son la vagina, el útero, las trompas de Falopio y los ovarios. La vagina es un canal en forma de vaina que se extiende desde la vulva hasta el cuello uterino. Recibe el pene durante el coito vaginal y sirve como depósito de semen. La vagina es también el canal de parto; se puede expandir a 10 cm durante el parto. La vagina normalmente se colapsa, pero durante la excitación sexual se abre, se alarga y produce lubricación. La vagina tiene tres paredes en capas; es un órgano autolimpiante con bacterias naturales que suprime la producción de levadura. El punto G, llamado así por el Ernst Gräfenberg que lo informó por primera vez en 1950, puede estar ubicado en la pared frontal de la vagina y puede causar orgasmos. Esta área puede variar en tamaño y ubicación entre mujeres; en algunos puede estar ausente. Varios investigadores disputan su estructura o existencia, o lo consideran como una extensión del clítoris.
El útero o matriz es un órgano muscular hueco donde se puede implantar un óvulo fertilizado y convertirse en un feto. El útero se encuentra en la cavidad pélvica entre la vejiga y el intestino, y por encima de la vagina. Por lo general, está inclinado hacia adelante en un ángulo de 90 grados, aunque en aproximadamente el 20% de las mujeres se inclina hacia atrás. El útero tiene tres capas; la capa más interna es el endometrio, donde se implanta el óvulo. Durante la ovulación, esto se espesa para la implantación. Si no se produce la implantación, se desprende durante la menstruación. El cuello uterino es el extremo estrecho del útero. La parte amplia del útero es el fondo.
Durante la ovulación, el óvulo baja por las trompas de Falopio hasta el útero. Estas se extienden aproximadamente 10 cm de ambos lados del útero. Las proyecciones en forma de dedo en los extremos de los tubos cepillan los ovarios y reciben el óvulo una vez que se libera. El óvulo luego viaja de tres a cuatro días hacia el útero. Después del coito vaginal, los espermatozoides nadan por este embudo desde el útero. El revestimiento del tubo y sus secreciones sostienen el óvulo y el esperma, fomentando la fertilización y nutriendo el óvulo hasta que llega al útero. Si el cigoto que resulta de la fertilización se divide en dos cigotos o embriones, se producen gemelos idénticos. Si dos óvulos son fertilizados por espermatozoides diferentes, la madre da a luz gemelos no idénticos o fraternos.
Los ovarios (gónadas femeninas) se desarrollan a partir del mismo tejido embrionario que los testículos. Los ovarios están suspendidos por ligamentos y son la fuente donde los óvulos se almacenan y desarrollan antes de la ovulación. Los ovarios también producen hormonas femeninas, progesterona y estrógeno. Dentro de los ovarios, cada óvulo está rodeado por otras células y está contenido dentro de una cápsula llamada folículo primario. En la pubertad, uno o más de estos folículos son estimulados para madurar mensualmente. Una vez madurados, estos se llaman folículos de Graaf. El sistema reproductor femenino no produce los óvulos; cerca de 60,000 óvulos están presentes al nacer, de los cuales solo 400 madurarán durante la vida de la mujer.
La ovulación se basa en un ciclo mensual; el día 14 es el más fértil. En los días uno a cuatro, la menstruación y la producción de estrógeno y progesterona disminuyen, y el endometrio comienza a adelgazarse. El endometrio se desprende durante los próximos tres a seis días. Una vez que termina la menstruación, el ciclo comienza nuevamente con un aumento de FSH de la glándula pituitaria. Los días cinco a trece se conocen como la etapa pre-ovulatoria. Durante esta etapa, la glándula pituitaria secreta la hormona foliculoestimulante (FSH). Se activa un circuito de retroalimentación negativa cuando se secreta estrógeno para inhibir la liberación de FSH. El estrógeno engrosa el endometrio del útero. Una oleada de hormona luteinizante (LH) desencadena la ovulación.
El día 14, el aumento de LH hace que un folículo de Graaf salga a la superficie del ovario. El folículo se rompe y el óvulo maduro es expulsado a la cavidad abdominal. Las trompas de Falopio recogen el óvulo con la fimbria. El moco cervical cambia para ayudar al movimiento de los espermatozoides. En los días 15 a 28, la etapa post-ovulatoria, el folículo de Graaf, ahora llamado cuerpo lúteo, secreta estrógenos. La producción de progesterona aumenta, inhibiendo la liberación de LH. El endometrio se engrosa para prepararse para la implantación, y el óvulo viaja por las trompas de Falopio hasta el útero. Si el óvulo no se fertiliza y no se implanta, comienza la menstruación.

### Ciclo de respuesta sexual

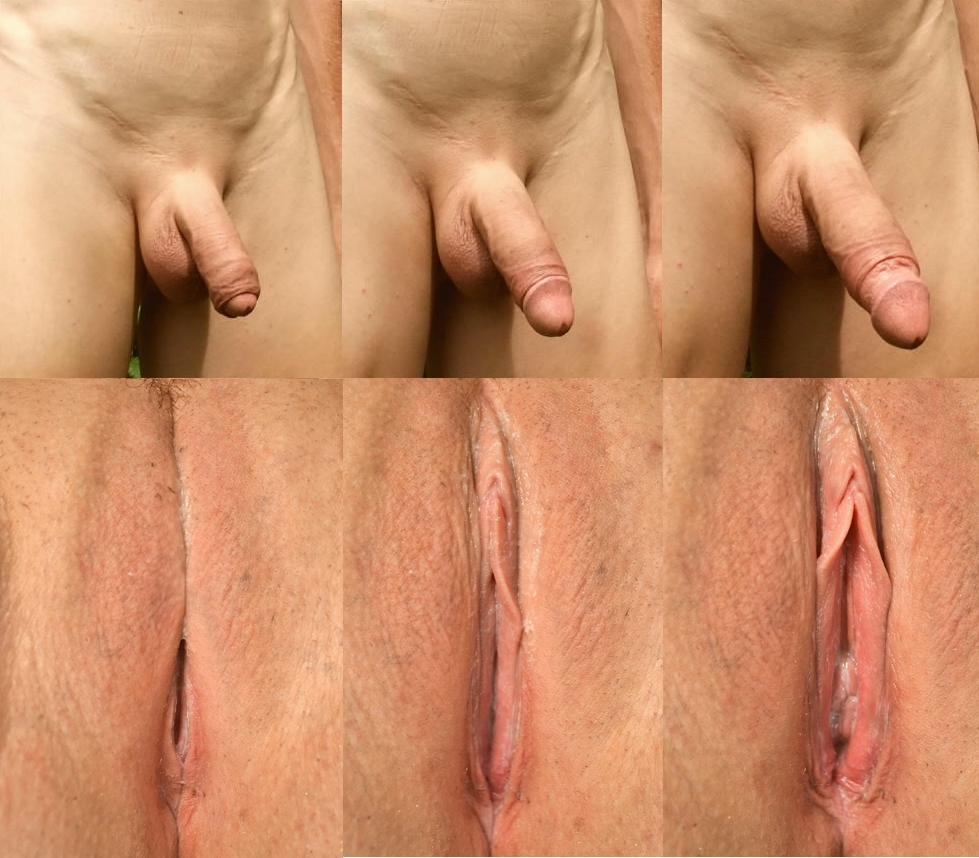
Durante la excitación sexual, aumenta la presión arterial en los genitales. Esto conduce a la tumescencia del pene (arriba) o el clítoris y los labios (abajo).

El ciclo de respuesta sexual es un modelo que describe las respuestas fisiológicas que ocurren durante la actividad sexual. Este modelo fue creado por William Masters y Virginia Johnson. Según Masters y Johnson, el ciclo de respuesta sexual humana consta de cuatro fases; excitación, meseta, orgasmo y resolución. Durante la fase de excitación, se alcanza la motivación intrínseca para tener relaciones sexuales. La fase de meseta es el precursor del orgasmo, que puede ser principalmente biológico para los hombres y psicológico para las mujeres. El orgasmo es la liberación de tensión, y el período de resolución es el estado de recuperación antes de que el ciclo comience nuevamente.
El ciclo de respuesta sexual masculina comienza en la fase de excitación; dos centros en la columna son responsables de las erecciones. Comienza la vasoconstricción en el pene, aumenta la frecuencia cardíaca, el escroto se engrosa, el cordón espermático se acorta y los testículos se llenan de sangre. En la fase de meseta, el diámetro del pene aumenta, los testículos se hinchan más y las glándulas de Cowper secretan líquido pre-seminal. La fase del orgasmo, durante la cual se producen contracciones rítmicas cada 0,8 segundos, consta de dos fases; la fase de emisión, en la que las contracciones del conducto deferente, la próstata y las vesículas seminales estimulan la eyaculación, que es la segunda fase del orgasmo. La eyaculación se llama fase de expulsión; no se puede alcanzar sin un orgasmo. En la fase de resolución, el macho se encuentra ahora en un estado no excitado que consiste en un período refactorio (descanso) antes de que pueda comenzar el ciclo. Este período de descanso puede aumentar con la edad.
La respuesta sexual femenina comienza con la fase de excitación, que puede durar desde varios minutos hasta varias horas. Las características de esta fase incluyen aumento de la frecuencia cardíaca y respiratoria, y una elevación de la presión arterial. Se puede producir enrojecimiento de la piel o manchas de enrojecimiento en el pecho y la espalda; los senos aumentan ligeramente de tamaño y los pezones pueden endurecerse y erguirse. El inicio de la vasocongestión produce hinchazón del clítoris, los labios menores y la vagina. El músculo que rodea la abertura vaginal se tensa y el útero se eleva y crece de tamaño. Las paredes vaginales comienzan a producir un líquido lubricante. La segunda fase, llamada fase de meseta, se caracteriza principalmente por la intensificación de los cambios iniciados durante la fase de excitación. La fase de meseta se extiende hasta el borde del orgasmo, que inicia la etapa de resolución; la reversión de los cambios iniciados durante la fase de excitación. Durante la etapa del orgasmo, la frecuencia cardíaca, la presión arterial, la tensión muscular y la frecuencia respiratoria alcanzan su punto máximo. El músculo pélvico cerca de la vagina, el esfínter anal y el útero se contraen. Las contracciones musculares en el área vaginal crean un alto nivel de placer, aunque todos los orgasmos se centran en el clítoris.

### Disfunción sexual y problemas sexuales.
Los trastornos sexuales, de acuerdo con el DSM-IV-TR, son alteraciones en el deseo sexual y cambios psicofisiológicos que caracterizan el ciclo de respuesta sexual y causan angustia marcada y dificultad interpersonal. Es el campo de la sexología clínica. Las disfunciones sexuales son el resultado de trastornos físicos o psicológicos. Las causas físicas incluyen desequilibrio hormonal, diabetes, enfermedades cardíacas y más. Las causas psicológicas incluyen, entre otras, el estrés, la ansiedad y la depresión. La disfunción sexual afecta a hombres y mujeres. Hay cuatro categorías principales de problemas sexuales para las mujeres: trastornos del deseo, trastornos de excitación, trastornos orgásmicos y trastornos de dolor sexual. El trastorno del deseo sexual ocurre cuando un individuo carece del deseo sexual debido a cambios hormonales, depresión y embarazo. El trastorno de excitación es una disfunción sexual femenina e involucra la falta de lubricación vaginal. Además, los problemas de flujo sanguíneo pueden afectar el trastorno de excitación. La falta de orgasmo, también conocida como anorgasmia, es otra disfunción sexual en las mujeres. La anorgasmia ocurre en mujeres con trastornos psicológicos como la culpa y la ansiedad causadas por la agresión sexual. Otro trastorno sexual es la relación sexual dolorosa. Este último puede ser el resultado de una masa pélvica, tejido cicatricial, enfermedad de transmisión sexual y más.
También hay trastornos sexuales comunes en los hombres, como el trastorno del deseo sexual, el trastorno de la eyaculación y la disfunción eréctil. La falta de deseo sexual en los hombres se debe a la pérdida de la libido, que puede ocurrir por baja testosterona. También hay factores psicológicos como la ansiedad y la depresión. El trastorno de la eyaculación puede ser de tres tipos: eyaculación retrógrada, eyaculación retardada, y eyaculación precoz. La disfunción eréctil es una discapacidad para tener y mantener una erección durante las relaciones sexuales.

## Expresiones y desarrollo del comportamiento sexual

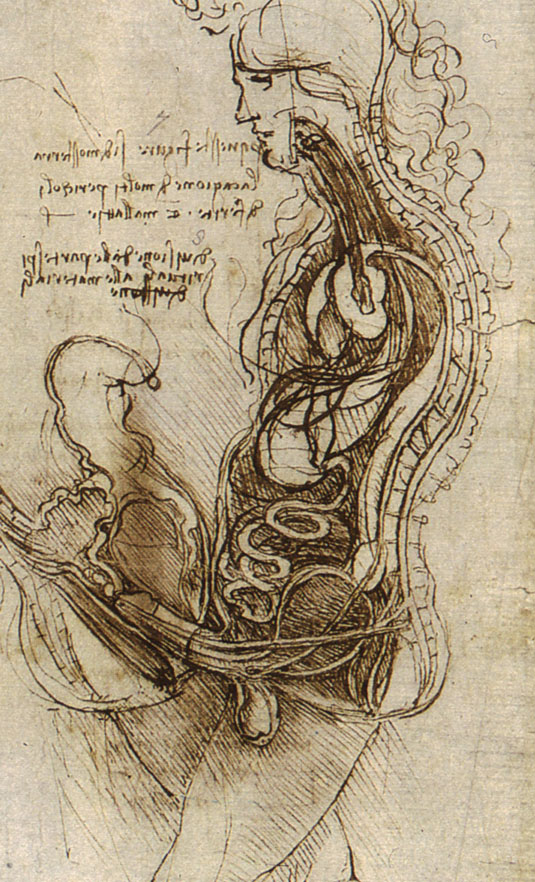
Dibujo de Leonardo da Vinci de una pareja hemiseccionada durante el coito

En el límite de las formas ampliamente aceptadas de conductas sexuales, se encuentran las llamadas expresiones del comportamiento sexual; como la masturbación, homosexualidad, éstas hasta no hace poco tiempo eran consideradas parafilias o perversiones de personas degeneradas o moralmente degradadas en gran parte por la influencia religiosa en la sociedad. La evolución en los usos y costumbres y el ensanchamiento del margen de tolerancia ha hecho que estas conductas se admitan como válidas en el marco de los derechos hacia una sexualidad libre.
Solo en los casos de malestar o de conflicto del propio individuo con sus tendencias, o en aquellos en los que se pone en riesgo la integridad física y moral de terceros, podemos hablar de trastornos sexuales y en estos casos se encuentra la necesidad de tratamiento psicoterapéutico e incluso farmacológico.
La mayor parte de las culturas tienen normas sociales sobre la sexualidad. Por ejemplo, muchas culturas definen la norma sexual como una sexualidad que consiste únicamente en actos sexuales entre un hombre y una mujer casados. Los tabúes sociales o religiosos pueden condicionar considerablemente el desarrollo de una sexualidad sana desde el punto de vista psicológico.

### Roles de género en la sexualidad.
Los roles de género se manifiestan en la sexualidad humana dividiendo al género mujer y al género hombre, dando a cada uno un papel totalmente opuesto. Esto se debe a la concepción social que se tiene sobre cada género y que ha perdurado a lo largo de la historia.

#### Rol de género femenino.
La mujer tiene un papel sumiso, pasivo, en el que debe estar a disposición del hombre y complacerle. Es sujeto de deseo para el hombre, olvidándose de su propio placer, y con el consecuente desconocimiento de su cuerpo.

#### Rol de género masculino.
El papel del hombre es el de controlar la situación, es el activo. Va a expresar su deseo sexual para mostrar virilidad y, además la relación sexual se centrará en su propio placer, el masculino.
Estos roles de género conforme avanzan los años se han ido sustituyendo por una sexualidad más igualitaria en la que ambos géneros pueden tomar el papel que deseen y ser más libres a la hora de mantener relaciones sexuales y vivir su sexualidad.

## Religión y sexualidad
Las perspectivas de las numerosas religiones y creyentes en relación con la sexualidad humana varían enormemente entre ellas, desde darle al sexo y la sexualidad una connotación más bien negativa hasta creer que el sexo es la expresión más alta de lo divino. A la hora de evaluar la moralidad relativa al sexo y la sexualidad, algunas religiones hacen una distinción entre actividades sexuales humanas que se practican para la reproducción biológica (en ocasiones permitidas solamente en el contexto de un estado marital formal y a cierta edad) y aquellas practicadas solmante por el placer sexual.

### Sexo y cristianismo
En general, la visión mayoritaria del Cristianismo entiende la sexualidad en su doble vertiente unitiva y procreativa. Ambas, de acuerdo con la antropología cristiana, se dan en el ámbito de la vida marital dentro del matrimonio heterosexual, que suele tener una valor sagrado en la mayoría de las confesiones (así, en las iglesias Católica y Ortodoxa se trata de uno de los siete sacramentos). La vertiente unitiva viene a acrecentar la unión (amor) entre un hombre y una mujer ("forman una sola carne"), abarcando la totalidad de las dimensiones personales (afectiva, cognitiva, volitiva, biológica, etc.), y no sólo la genitalidad. Esa unión va encaminada a la complementariedad y felicidad de ambos cónyuges, y a su contribución al plan creador de Dios, a través de la segunda vertiente, que es la "pro-creativa" (y no simplemente "reproductiva"). Las fuentes principales de la teología y antropología del cristianismo son la Biblia (en especial, el Nuevo Testamento) y los textos de la patrística, junto con los aportes de teólogos y filósofos de la tradición como Agustín de Hipona o Tomás de Aquino.
El cristianismo, por tanto, entiende la sexualidad como una realidad positiva creada por Dios. La unión entre el hombre y la mujer es imagen de la unión entre Cristo y su iglesia, como aparece en las Sagradas Escrituras.
Sin embargo, el excesivo hincapié que se hace sobre las vertientes antes citadas, unidas al concepto de «lo natural» desarrollado por pensadores como el aquinate han hecho, a lo largo de la historia, que se condenaran de una u otra forma todas aquellas prácticas sexuales que no fueran directamente encaminadas a ambos fines simultáneamente. Este el caso de las prácticas homosexuales (condena que a veces referencia una de las cartas de San Pablo).
Tampoco se aceptan como acordes a la moral cristiana otros aspectos de la sexualidad como son las fantasías sexuales (que se entienden como "pensamientos impuros"), o la masturbación (que se entiende como un "grave desorden que atenta contra la dignidad" de la sexualidad -véase, por ejemplo, el CIC-).
Entre otras prácticas que se condenan está el uso del preservativo, al entender que "ciega la vía natural hacia la procreación". Obviamente, no se condena el aspecto "preventivo" en la trasmisión de enfermedades como el SIDA; simplemente, se entiende que el sexo solo debe darse dentro del matrimonio, y que el uso de anticonceptivos artificiales en este ámbito es "antinatural".

#### Cristianismo evangélico
En asuntos de sexualidad, varias iglesias evangélicas promueven un pacto de pureza a los jóvenes cristianos evangélicos, quienes son invitados a comprometerse durante una ceremonia en público en abstinencia sexual hasta matrimonio cristiano. Este pacto a menudo se simboliza con un anillo de pureza.
En las iglesias evangélicas, se alienta a los adultos jóvenes y las parejas solteras a casarse temprano para vivir una sexualidad según la voluntad de Dios.
Un estudio estadounidense de 2009 de la Campaña nacional para prevenir el embarazo adolescente y no planificado informó que el 80% de los jóvenes evangélicos solteros habían tenido relaciones y que el 42% estaban en una relación con el sexo, cuando fueron encuestados.
La mayoría de las iglesias evangélicas cristianas están en contra la interrupción voluntaria del embarazo y apoyan a las agencias de adopción y agencias de apoyo social para madres jóvenes.
La masturbación es vista como tabú por algunos pastores evangélicos debido a los pensamientos sexuales que pueden acompañarla. En Estados Unidos y Nigeria, otros pastores evangélicos creen que la masturbación puede ser beneficiosa para el cuerpo y que es un regalo de Dios para evitar la fornicación, especialmente para los solteros.
Algunas iglesias evangélicas solo hablan de abstinencia sexual y no hablan de sexualidad en el matrimonio. Otras iglesias evangélicas hablan de sexualidad cristiana como un regalo de Dios y parte de un matrimonio cristiano cumplido, en mensajes en servicios o conferencias. Muchos libros y sitios web evangélicos están especializados en el tema.
Las percepciones de la homosexualidad en las Iglesias evangélicas son variadas, las principales son  conservadora fundamentalista o  moderada,  liberal y neutral.
En cuanto a las posiciones  conservadoras  moderadas, aunque no aprueban las prácticas homosexuales, muestran simpatía y respeto por los homosexuales. Existen asociaciones evangélicas internacionales gay-friendly. Algunas asociaciones evangélicas han adoptado posiciones neutrales, dejando la opción a las iglesias locales de decidir por matrimonio igualitario.
El matrimonio cristiano es presentado por algunas iglesias como una protección contra la mala conducta sexual y un paso obligado para obtener un puesto de responsabilidad en la iglesia. Este concepto, sin embargo, ha sido desafiado por numerosos escándalos sexuales que involucran a líderes evangélicos casados. Finalmente, los teólogos evangélicos recordaron que el celibato debería ser más valorado en la Iglesia de hoy, ya que el don del celibato fue enseñado y vivido por Jesucristo y Pablo de Tarso.

## Prácticas sexuales

### Masturbación
Es la estimulación que, con objeto de conseguir excitación y placer sexual o incluso el orgasmo, realiza un individuo en su propio cuerpo o en el de otro, sobre todo en los órganos sexuales.

### Coito

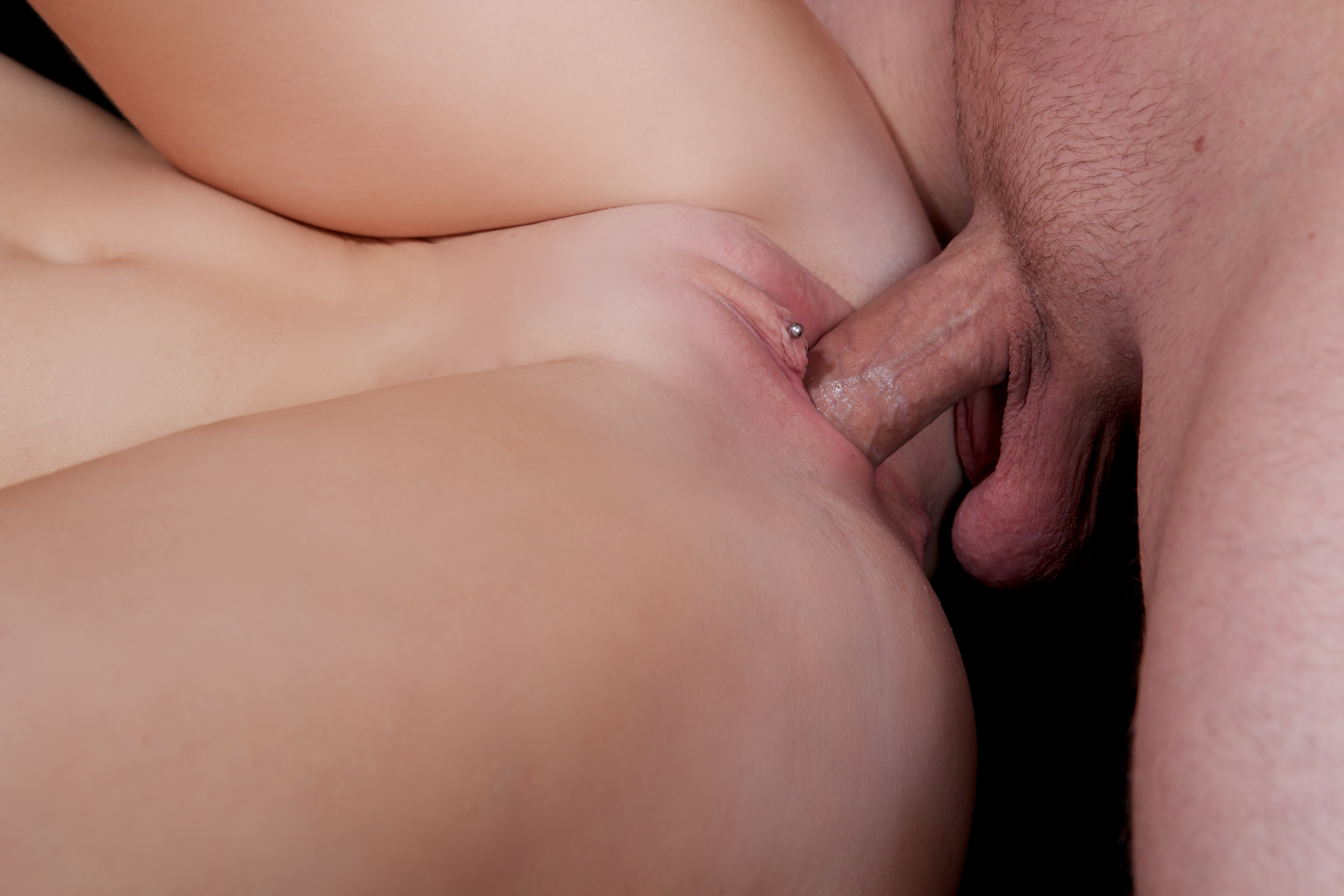
Coito vaginal.

Se define como coito la introducción del pene en la vagina o en el ano de otra persona, llamándose coito vaginal o coito anal respectivamente.

### Sexo oral
El sexo oral es una práctica sexual en la que una o más personas estimulan los órganos genitales de otra con los labios y con la lengua. Suele llamarse cunnilingus, si es en la vulva; felación, si es en el pene, y anilingus, si es en el ano.

### Sexo anal
El sexo anal es una práctica sexual que involucra la introducción del pene o de juguetes sexuales en el propio ano o en el ano de otra persona, esto independientemente de si se es hombre o mujer

### Frot y tribadismo
El frot es una práctica sexual no penetrativa entre varones, en la que ambos se rozan los penes erectos uno contra otro y se masturban mutuamente con sus penes en contacto, generalmente estando abrazados mientras se acarician y besan frente a frente, aunque pueden adoptarse otras posiciones.
En el tribadismo, práctica sexual no penetrativa, las mujeres presionan y restriegan sus vulvas una contra la otra, estimulándose el clítoris y otras partes erógenas hasta alcanzar el orgasmo.

### Sexo tántrico
El sexo tántrico es una forma de enseñanza budista e hindú que considera el sexo una forma de expansión y exploración de la espiritualidad.

## Salud sexual y reproductiva

### Control de la natalidad
Generalmente basado en la planificación familiar y determinado por las prácticas de una pareja que tengan por fin el control de la cantidad de hijos utilizando anticonceptivos.
Además, cumple con la función de satisfacción sexual, es decir, la búsqueda del placer de uno mismo y del otro, con lo que se logra que la sexualidad sea indispensable para la vida de los seres humanos, en cuanto a su armonía entre lo físico y lo emocional.

### Infecciones de transmisión sexual
Las infecciones de transmisión sexual (ITS), también llamadas enfermedades de transmisión sexual (ETS) y antes llamadas enfermedades venéreas (término este último que técnicamente ya no se considera adecuado) son las adquiridas por la vía sexual. Se transmiten debido al contacto íntimo y pueden contagiarse durante el coito, por los besos, a través del contacto de la piel con una zona infectada o con úlceras y a través de pequeños desgarros en la boca o el ano o en los genitales mediante la práctica del sexo oral, anal o genital, esto debido a los microorganismos que se pueden adherir a la superficie de los epitelios uretral, endocervical, vaginal, rectal o faríngeo.
Si no reciben tratamiento, algunas de ellas pueden producir daños permanentes (esterilidad, hipoacusia, problemas cardiovasculares, cáncer del cuello uterino o incluso, en algunos casos, la muerte (VIH/sida). También son transmitidas de la madre al hijo durante el embarazo o durante el trabajo de parto.
El uso del preservativo por temor al contagio del VIH/sida ha disminuido la incidencia de las ETS, pero continúan existiendo en todas partes del mundo y son un problema de salud pública.
Los agentes productores de las infecciones de transmisión sexual incluyen bacterias, virus (como el del herpes), hongos e incluso parásitos, como el ácaro llamado arador de la sarna (Sarcoptes scabiei) o los piojos llamados "ladillas" (Pedículus pubis).

## Sexología
La sexología es el estudio sistemático de la sexualidad humana y de las cuestiones a ella referidas. Abarca todos los aspectos de la sexualidad.

### Informe Kinsey
A partir de los años 30, comenzó a realizarse la investigación sistemática de los fenómenos sexuales. Posteriormente, la sexología, rama interdisciplinar de la psicología, relacionada con la biología y la sociología, tuvo un gran auge al obtener, en algunos casos, el respaldo de la propia sociedad, promovidos por los movimientos de liberación sexual de finales de los años 60 y principios de los años 1970.
Los primeros estudios científicos sobre el comportamiento sexual corresponden al informe Kinsey.
Alfred C. Kinsey y sus colaboradores presentaron una recopilación de datos estadísticos que reflejaban los modelos de la conducta sexual en los Estados Unidos desde 1938 hasta 1952. Su trabajo se realizó mediante entrevistas de interrogatorio directo y abrió las puertas para la investigación de la respuesta sexual humana que, posteriormente, realizaron William Masters y Virginia Johnson. El trabajo de Kinsey era de investigación sociológica y no interpretaba la respuesta fisiológica ni psicológica a la estimulación sexual.
En el Informe Kinsey se observaron grandes diferencias entre el comportamiento deseable exigido socialmente y el comportamiento real. Asimismo, se observó que no existe una clara separación entre el comportamiento heterosexual y el homosexual ya que, según encuestas de esa época, el 10 % de las mujeres y el 28 % de los hombres admitían tener comportamientos homosexuales, y un 37 % de los hombres estar interesados en la homosexualidad.

### Masters y Johnson
En la década de los sesenta, los doctores William Masters y Virginia Johnson investigaron por primera vez en un laboratorio los procesos biológicos de la sexualidad, y elaboraron un estudio acerca de la llamada «respuesta sexual humana». Su objetivo era establecer los fundamentos de una información científica básica que permitiera dar respuesta a problemas multifacéticos de la conducta sexual humana. Su interés radicaba en conocer qué reacción física se desarrolla cuando el varón y la mujer responden a una estimulación sexual efectiva y de qué manera se comporta cada uno frente a la misma. Para eso utilizaron la técnica de la observación directa. Un cierto número de varones y mujeres adultos aceptaron ser examinados en el laboratorio de biología de la reproducción en el Departamento de Ginecología y Obstetricia de la Escuela de Medicina de la Universidad de Washington, primero y, más tarde, bajo los auspicios de la Reproductive Biology Research Foundation. De estas observaciones realizadas durante diez años y del interrogatorio psicosexual posterior se sacaron las conclusiones que finalmente se publicaron.
Publicaron sus estudios en un libro titulado The Human Sexual Response.

## Erotismo
El erotismo denota todo lo relacionado con la sexualidad y no simplemente con el acto sexual físico sino también todas sus proyecciones (como arte, pintura,literatura música, ), de modo que puede observarse en combinación con la libido. El erotismo trata de todo aquello que emana de nuestra zona libídica y está relacionado con el sexo y con el amor erótico. El adjetivo erótico nos indica que el tema a tratar está relacionado con el sexo dependiendo del sustantivo al que califica, por ejemplo, la pintura erótica o la moda erótica.

## Legislación

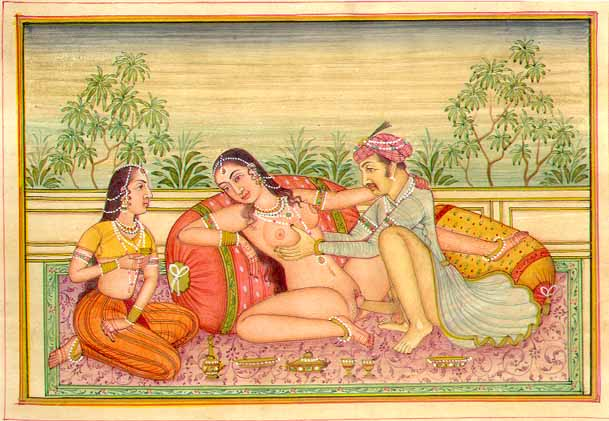
Una ilustración del Kama sutra.

La edad de consentimiento sexual es la edad por debajo de la cual, para propósitos criminales, la violencia se presume legalmente en las relaciones sexuales, sin importar la existencia de cualquier violencia real. Si un adulto tiene relaciones sexuales con un menor que todavía no alcanza la edad de consentimiento sexual, el acto es considerado estupro o violación, dependiendo de la edad del menor y del país.

## Más información
- Estupinyá, Pere (2013, noviembre). Una aventura de sexo y ciencia: Una mirada a la investigación científica de la sexualidad humana y sus sorprendentes resultados. ¿Cómo ves?, Año 15, núm. 180, pp. 10-14. Dirección General de Divulgación de la Ciencia. UNAM. ISSN 1870-3186. (Datos científicos acerca de aspectos diversos del comportamiento sexual humano)